# Digna
Digna ist eine französische Gemeinde im Département Jura in der Region Bourgogne-Franche-Comté. Sie gehört zum Arrondissement Lons-le-Saunier und zum Kanton Saint-Amour.
Die Nachbargemeinden sind Cousance im Norden, Gizia im Nordosten, Chevreaux im Osten, Cuiseaux (Département Saône-et-Loire) im Süden und Le Miroir (Département Saône-et-Loire) im Nordwesten.
Digna wird von der Départementsstraße D1083 und der Eisenbahnstrecke Lons-le-Saunier – Bourg-en-Bresse durchquert. Die Gemeindegemarkung hat einen Anteil am Weinbaugebiet Côtes du Jura.

## Bevölkerungsentwicklung
| Jahr                       | 1962 | 1968 | 1975 | 1982 | 1990 | 1999 | 2008 | 2017 |
| Einwohner                  | 283  | 267  | 287  | 322  | 326  | 300  | 355  | 350  |
| Quellen: Cassini und INSEE |      |      |      |      |      |      |      |      |

|  |  |